# Nokia 7600
Nokia 7600 - telefon stworzony przez Nokię w 2003 roku, o futurystycznym wyglądzie i specyficznym układzie klawiatury. Pierwszy telefon fińskiego producenta obsługujący technologię UMTS.

## Specyfikacja techniczna
System GSM 900, GSM1800, WCDMA

### Dane
- Bluetooth
- IrDA
- GPRS 10
- WAP 2.0
- CSD
- HSCSD
- Aparat fotograficzny 640 x 480 ; wideo

### Wiadomości
- Słownik T9
- Długie wiadomości 5 SMS-ów w jednym
- SmartMessaging
- MMS
- e-mail

### Oprogramowanie
- Java 1.0
- Możliwość zapisania 500 kontaktów w telefonie
- Profile: 1 ogólny i 5 własnych
- Kalendarz
- Lista zadań
- Zegar
- Budzik
- Stoper
- Minutnik

### Funkcje głosowe
- dzwonki polifoniczne
- Dyktafon zapisujący do 1 minuty nagrania
- Wybieranie głosowe
- Tryb głośnomówiący
- Odtwarzacz mp3

### Dodatkowe informacje
Transmisja do 384 kb/s (pobieranie) i 64 kb/s (wysyłanie) w sieciach UMTS.